# Asmate petiti
Asmate petiti là một loài bướm đêm trong họ Geometridae.